# Groupe complet
En mathématiques, et plus particulièrement en théorie des groupes, un groupe G est dit complet si son centre est réduit à l'élément neutre et tous les automorphismes de G sont intérieurs.

## Exemples
- On démontre[1] que les groupes symétriques Sn sont complets sauf si n est égal à 2 ou à 6. (Dans le cas n = 2, le centre de Sn n'est pas réduit à l'élément neutre et dans le cas n = 6, Sn admet un automorphisme extérieur[2].) Compte tenu du théorème de Cayley, il en résulte que tout groupe fini peut être plongé dans un groupe complet.
- On démontre[3] que le groupe des automorphismes d'un groupe simple non abélien est un groupe complet.

## Propriétés
- Un groupe G est complet si et seulement si l'homomorphisme canonique {\displaystyle g\mapsto \iota _{g}:x\mapsto gxg^{-1}}de G dans le groupe Aut(G) des automorphismes de G est un isomorphisme. (Il est injectif lorsque le centre de G est réduit à l'élément neutre et il est surjectif lorsque tout automorphisme de G est intérieur.)
- Il en résulte qu'un groupe complet est toujours isomorphe au groupe de ses automorphismes.
- La réciproque de l'énoncé précédent n'est pas vraie, en ce sens qu'un groupe peut être isomorphe au groupe de ses automorphismes sans être complet. C'est le cas du groupe diédral d'ordre 8[4] et de celui d'ordre 12. En effet, pour n égal à 3, 4 ou 6, le groupe des automorphismes du groupe diédral D2n (d'ordre 2n) est isomorphe à D2n. Pourtant, pour n pair, D2n n'est pas complet car, par exemple, son centre n'est pas réduit à l'unité (il est d'ordre 2).
- Si un groupe complet K est sous-groupe normal d'un groupe G, alors G est produit direct de K et du centralisateur CG(K) de K dans G[5].
- Il résulte de l'énoncé précédent qu'un groupe complet est facteur direct de tout groupe dont il est sous-groupe normal. Cette propriété caractérise les groupes complets : si un groupe K est facteur direct de tout groupe dont il est sous-groupe normal, K est complet. (On le démontre[6] assez facilement en utilisant le fait que, d'après les hypothèses, K est facteur direct de son holomorphe.)
- On montre facilement[7] que si le centre d'un groupe G est réduit à l'élément neutre, le centre de Aut(G) est lui aussi réduit à l'élément neutre. L'homomorphisme canonique de G dans Aut(G), l'homomorphisme canonique de Aut(G) dans Aut(Aut(G)), etc. sont alors injectifs, et on peut considérer que{\displaystyle G\leq \mathrm {Aut} (G)\leq \mathrm {Aut} (\mathrm {Aut} (G))\leq \ldots }est une suite croissante de groupes, qu'on appelle la tour des automorphismes de G. Helmut Wielandt a démontré[8] en 1939 que si G est un groupe fini de centre réduit à l'élément neutre, la tour des automorphismes de G est stationnaire, ce qui revient à dire qu'elle comprend un groupe complet.
- Si G est un groupe infini dont le centre est réduit à l'élément neutre, la tour des automorphismes de G définie comme ci-dessus n'est pas forcément stationnaire, autrement dit ne comprend pas forcément un groupe complet. Toutefois, on peut définir, pour tout ordinal non vide α, une famille (Gβ)β∈α de groupes en posant G0 = G et en prenant, pour β > 0, Gβ égal à Aut(Gλ) si β a un prédécesseur λ et, dans le cas contraire, en prenant Gβ égal à la limite inductive des Gλ, où λ parcourt β. Simon Thomas[9] a démontré[10] en 1985 que, pour tout groupe (fini ou infini) G de centre réduit à l'élément neutre, il existe un ordinal à partir duquel la tour transfinie ainsi construite est constante. Si G est de plus polycyclique (en), cet ordinal est au plus dénombrable[11] ; il est par exemple égal à ω + 1 pour le groupe diédral infini[12]. J. D. Hamkins (en) a étendu le théorème de S. Thomas à tout groupe (de centre non nécessairement trivial, donc pour lequel les morphismes de la tour ne sont pas forcément injectifs)[13],[14].